# Recàrrega manual

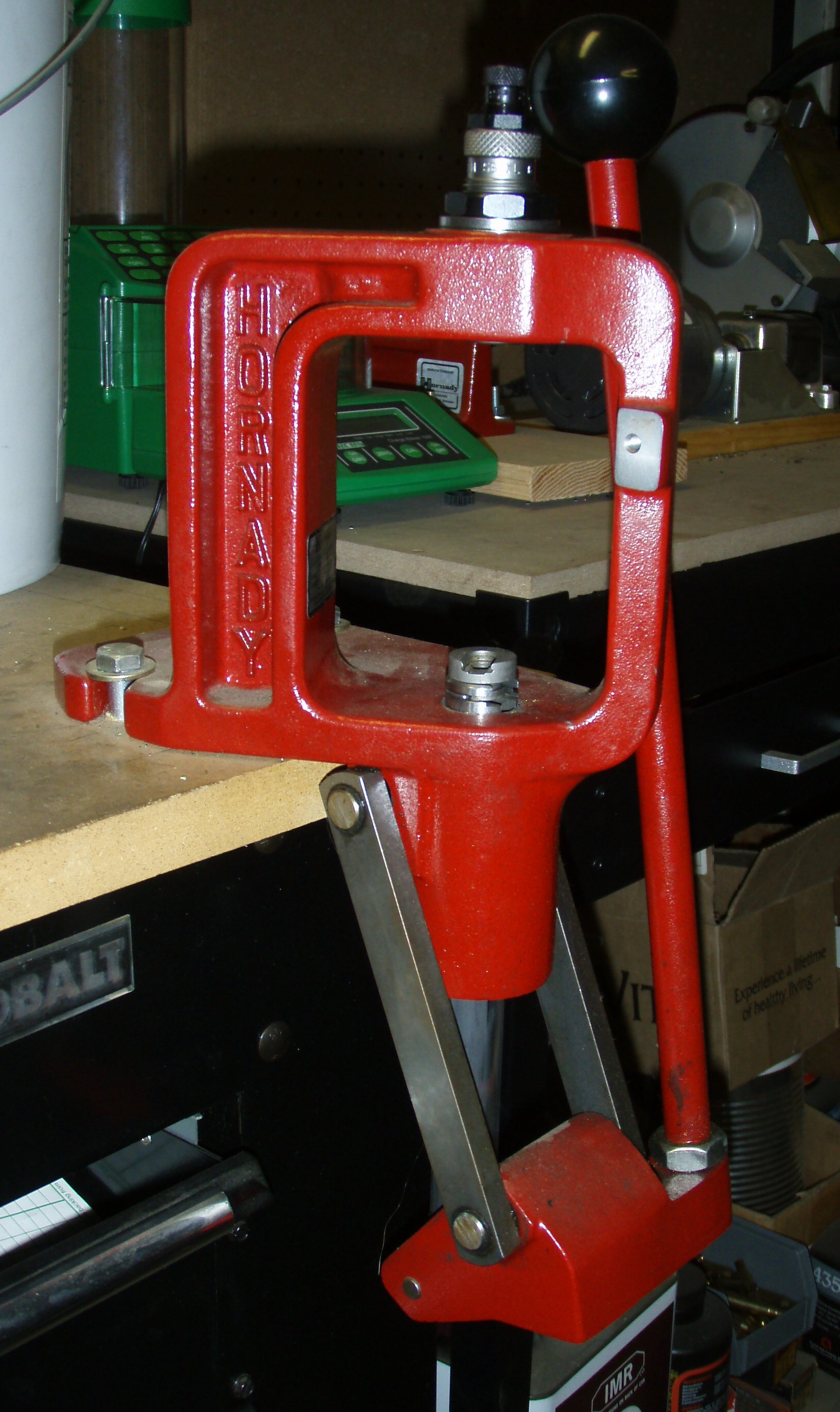
Una premsa manual utilitzada en el procés de recàrrega manual.

La recàrrega manual, o recàrrega de munició, és la designació del procés de fabricació de cartutxos d'armes de foc, muntant manualment els components individuals (cas, espoleta, propulsor i projectil), en lloc de comprar munició carregada de fàbrica.
De fet, el terme més correcte en portuguès per a "càrrega manual" seria càrrega manual, on el procés d'ensamblar manualment la munició es fa utilitzant components de qualsevol font, però tots nous. El terme recàrrega manual es refereix al mateix procés de muntatge de munició, excepte que un dels components, el cas, és reutilitzat (procedent d'un cartutx ja detonat). Els termes s'utilitzen sovint de manera intercanviable, ja que les tècniques són bàsicament les mateixes tant si s'utilitzen components nous com si es reutilitza. Les diferències en el procés es refereixen només al tractament del cas, que, en el cas d'un reutilitzat, s'ha d'engegar i netejar (possiblement polir) i rectificar.

## Subministraments
Els subministraments bàsics per a la recàrrega manual són, d'esquerra a dreta: projectil, pólvora, estoig i espoleta.

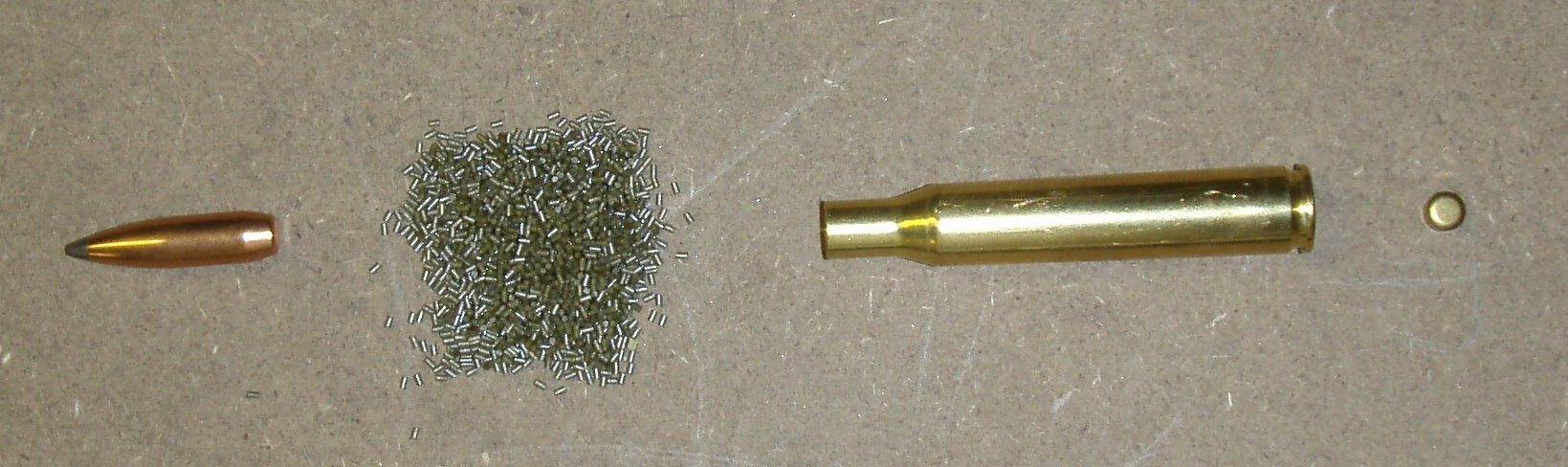

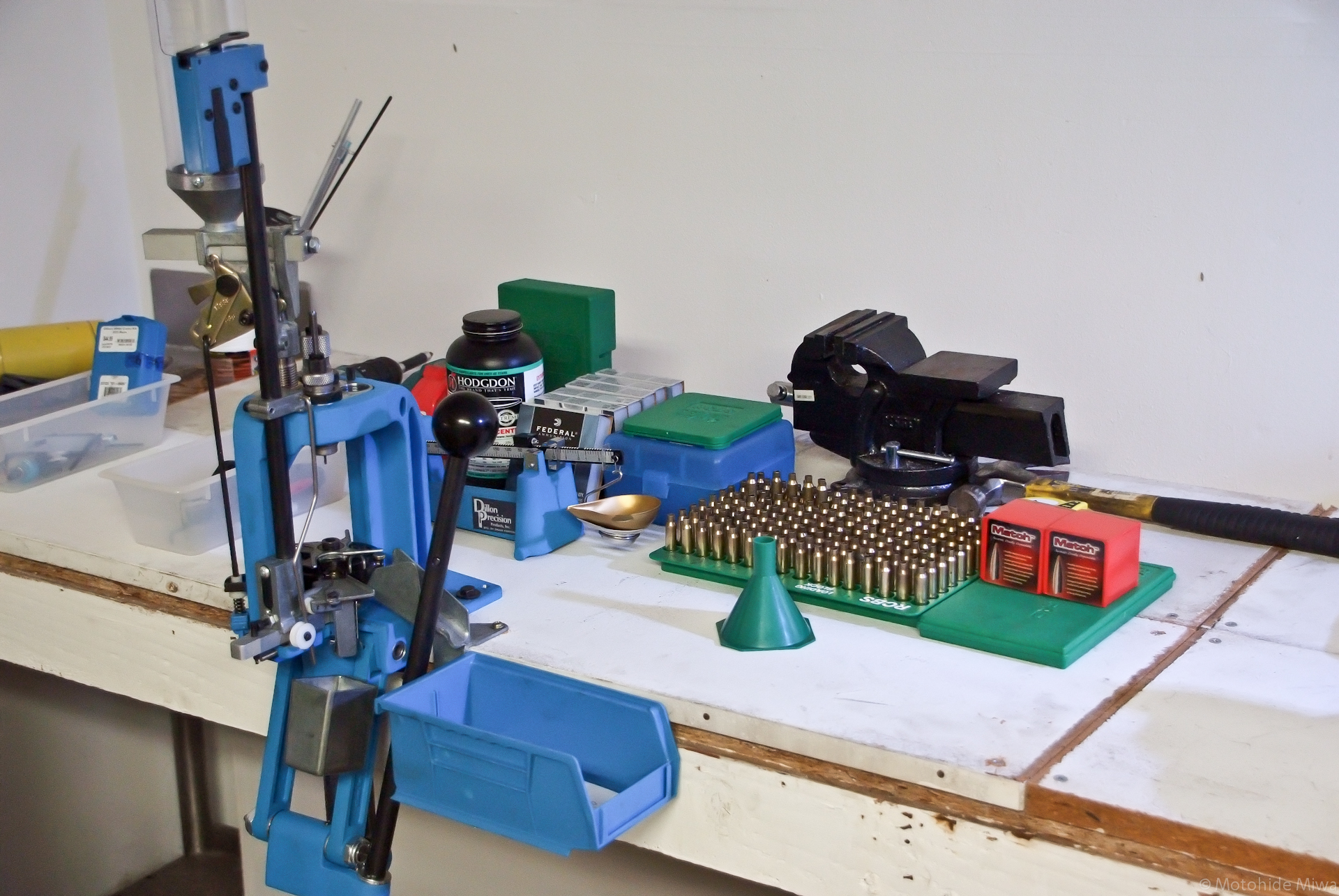
Premsa en primer pla, comptador de pols per sobre de la premsa, bàscula analògica darrere de la premsa, contenidor amb pólvora i caixes de fusibles darrere de la balança, safata amb els estoigs, a més d'altres contenidors i equips auxiliars.

## Equipament
El conjunt bàsic d'equips per al procés de recàrrega manual consta de:
- Premsa, on s'allotgen les matrius i els estoigs per dur a terme els passos del procés de recàrrega
- Matrix ("trou"), són peces d'acer per formatar els estoigs i realitzar operacions complementàries com disparar, disparar, posar la bala i "engarçar".
- "Shellholder", part que subjecta l'estoig a la base de la premsa, de manera que es realitzin les operacions sobre ella.
- Disparador de fusibles, pot ser un conjunt específic de "motriu/portador" o una peça d'equip independent només per a aquesta funció
- Polvòmetre, equip encarregat de mesurar i dipositar la quantitat exacta de pólvora per a la càrrega prevista
- Balança, per mesurar la quantitat de pólvora a utilitzar, que pot ser digital o analògica

## Galeria
- Si cal desmuntar algun cartutx per ajustar-lo o verificar-lo, s'utilitza el martell d'inèrcia.

- Si cal rectificar la longitud de la caixa, s'utilitza un mini torn.

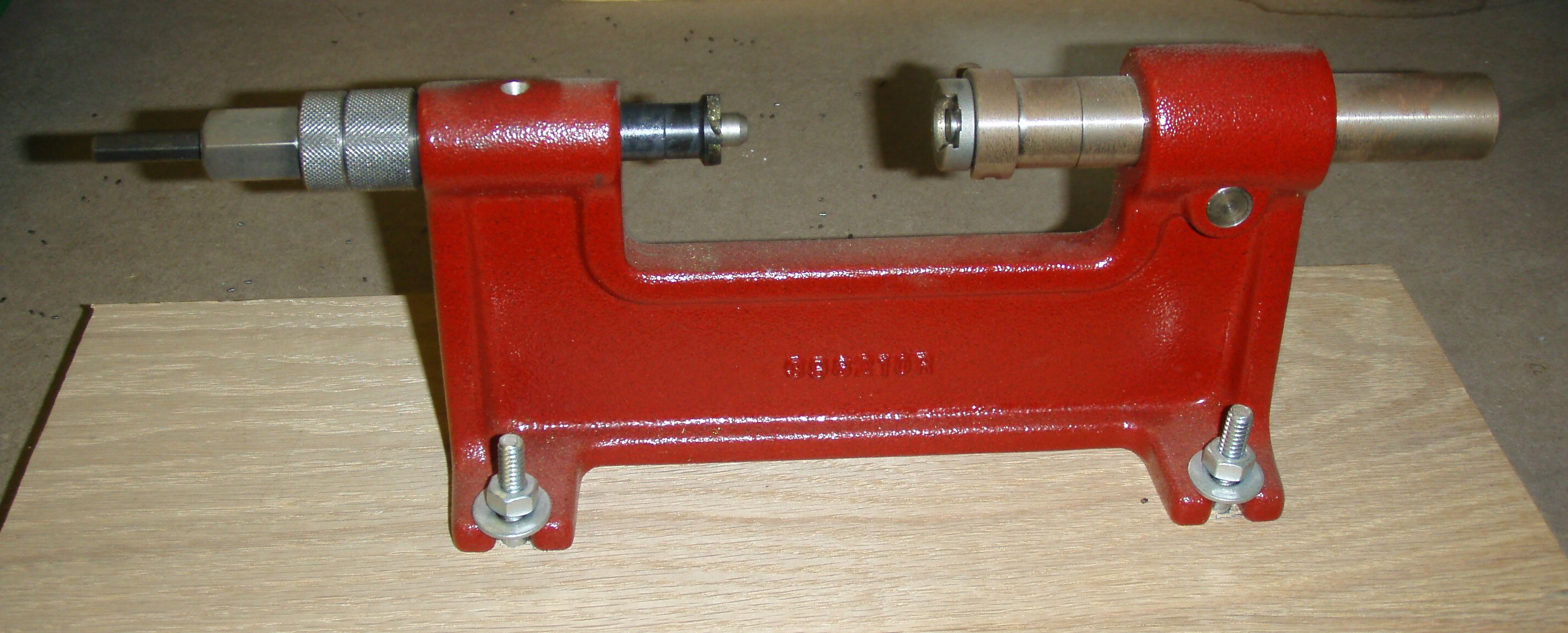

- Pinça digital per comprovar les mesures de la caixa i el cartutx durant el procés de recàrrega manual .

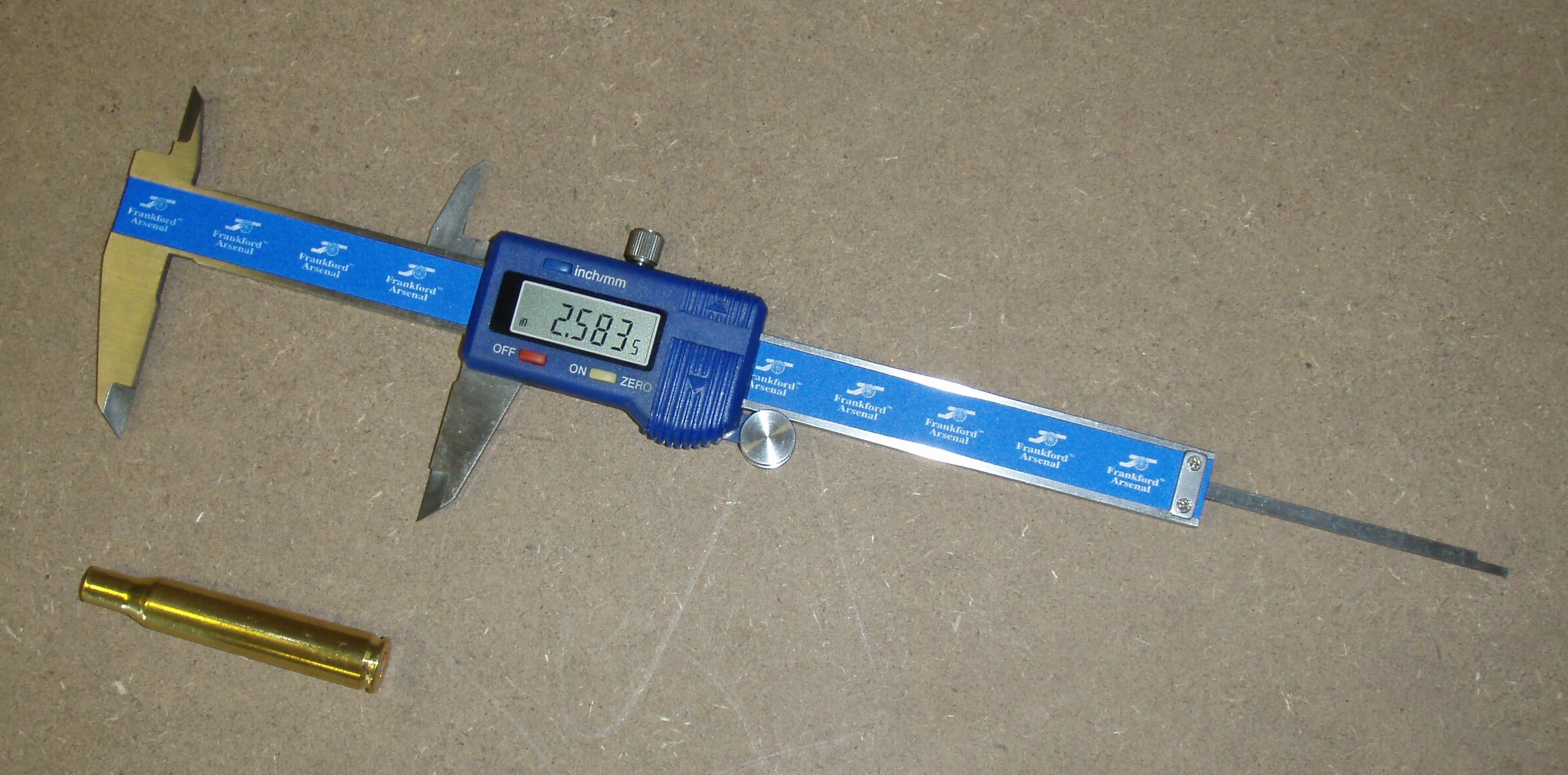

- La recàrrega manual es pot fer d'una manera minimalista i amb poques eines.

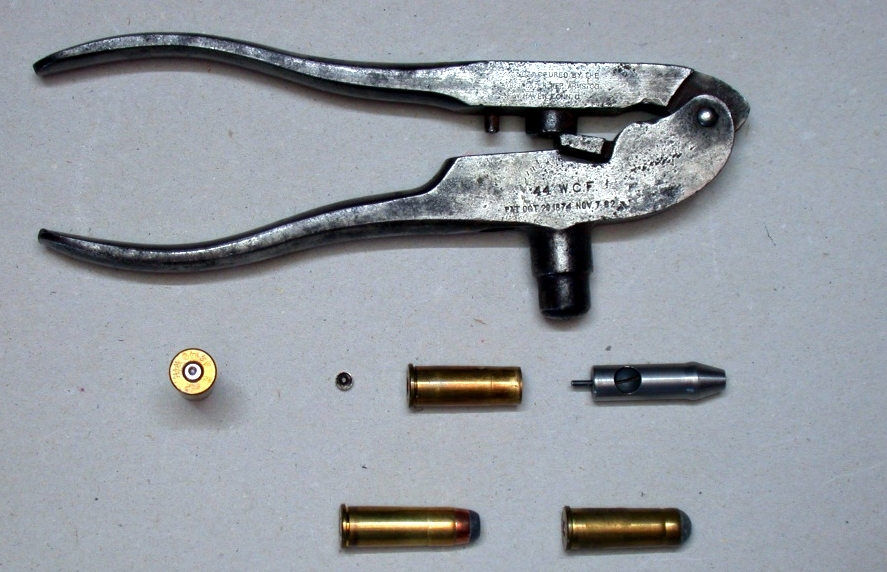

## Procés

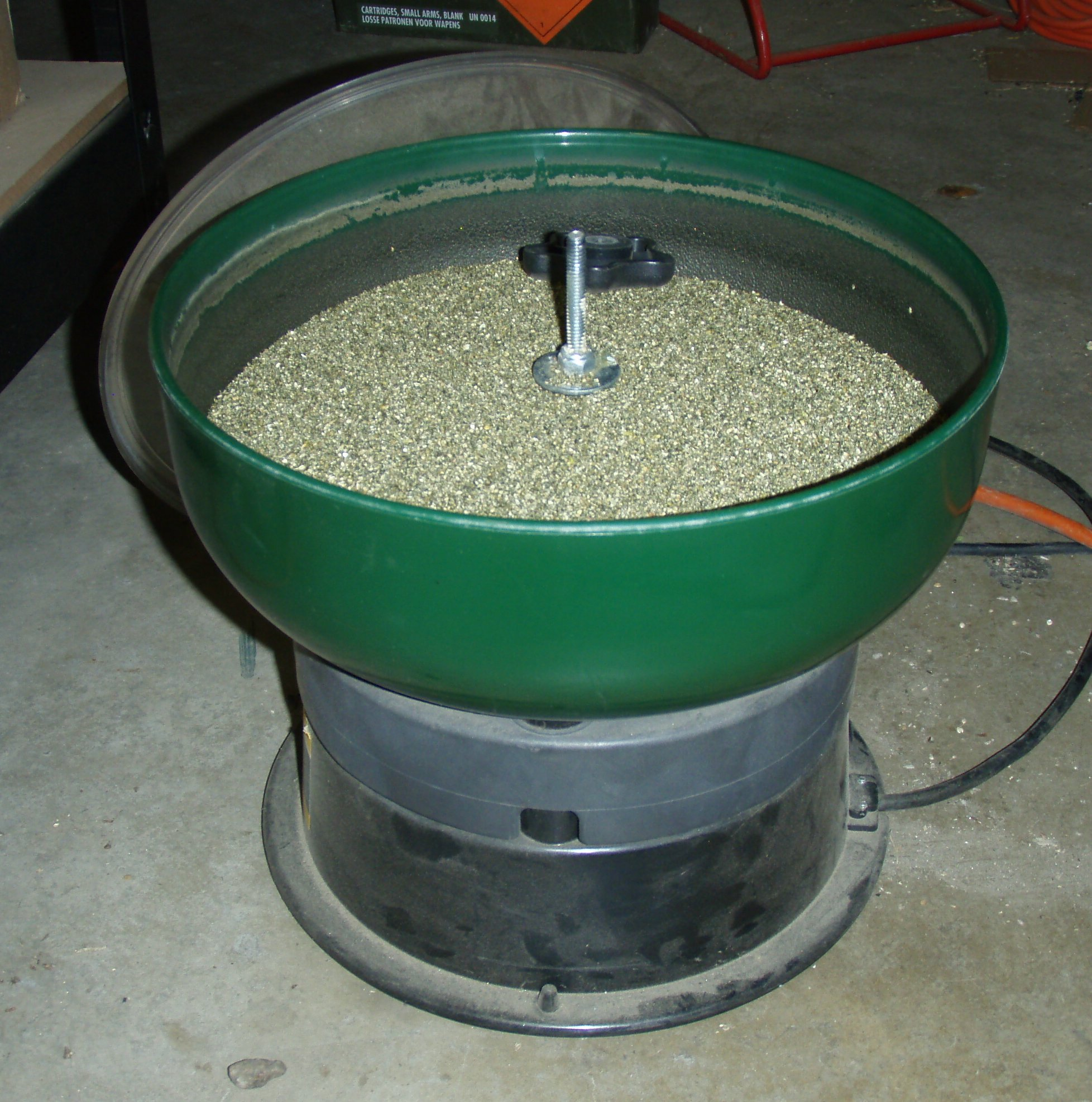
Bateria sec de vibració.

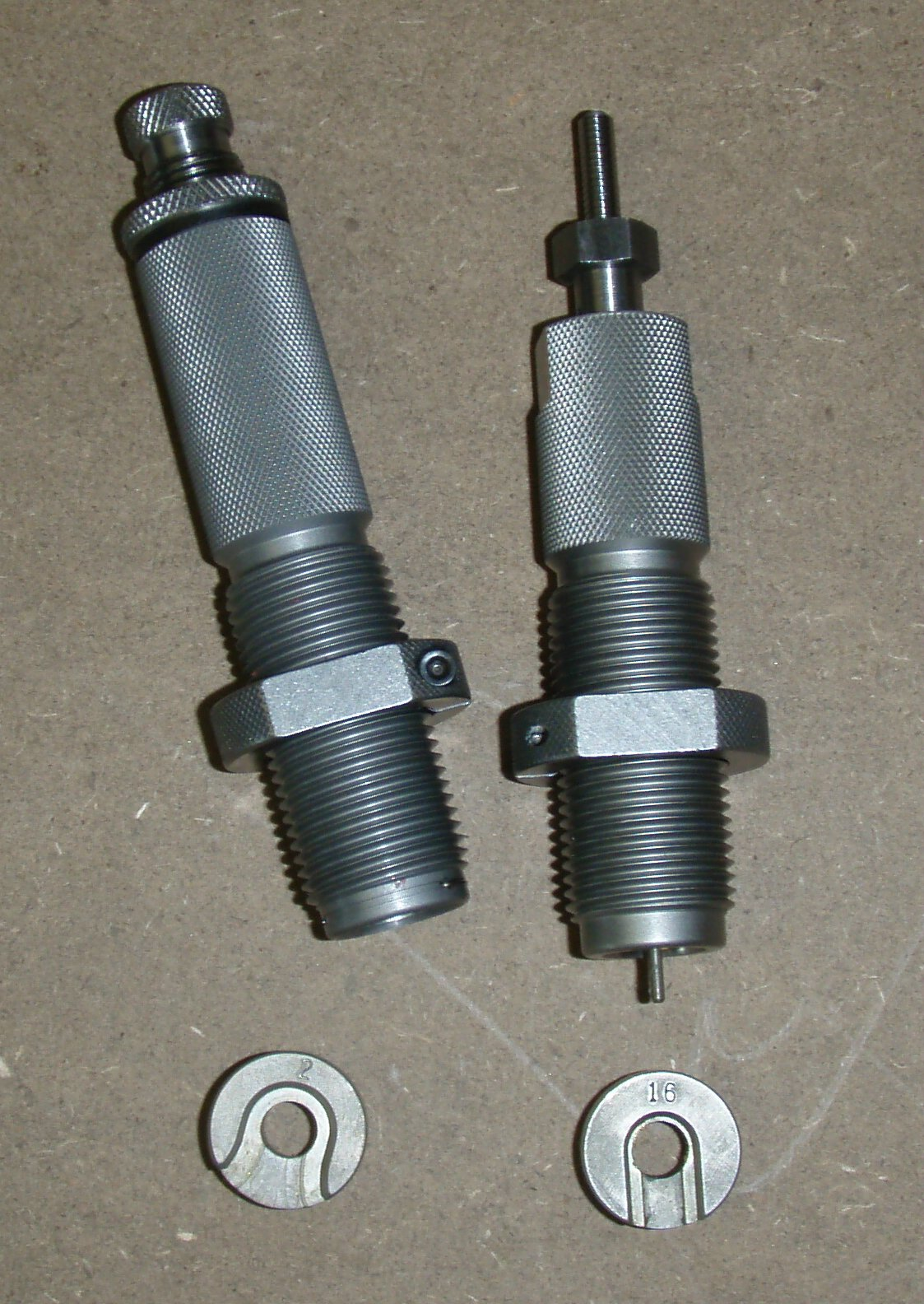
Conjunt de "encunys" i "coquillers".

L'activitat de recàrrega manual l'acostumen a dur a terme els tiradors per muntar munició, podent reutilitzar estoigs i introduint una espoleta nova, propulsor (pólvora) i projectil. Aquesta activitat està regulada al Brasil per la Direcció d'Inspecció de Productes Controlats (DFPC) de l'Exèrcit brasiler, per tant, per recarregar, el tirador ha d'obtenir una autorització (Certificat de registre - CR). La espoleta i el propulsor (pólvora) són materials perillosos i han de ser manipulats per persones degudament qualificades.
A més dels equips ja esmentats anteriorment, com ara "premsa", "matrix", "shellholder", "fusible", "polvorímetre" i "escala", si la recàrrega es fa amb estoigs usats, un "baterista" pot s'utilitzarà, per a bolcada (procés líquid) o vibració (procés sec) per netejar els estoigs, evitant danys a l'equip de recàrrega.
La retirada de la espoleta usada es pot fer abans o després del procés de neteja dels estoigs. Normalment, el calibratge del diàmetre de la caixa es realitza en el mateix pas en el qual s'elimina la espoleta usada mitjançant la premsa i el conjunt de matrius i portacars del calibre específic.
Les masses tant de la pólvora com de les bales implicades en el procés de recàrrega es mesuren utilitzant la unitat "gra" que correspon a 0,0648 grams.
Els fabricants de matrius (matrius) normalment proporcionen tres matrius per als calibres utilitzats en pistoles (com pistoles i revòlvers): disparador i calibrador; obridor de la boca; seient del projectil i tancament ("crimp" o "crimp"). En els calibres destinats a ser utilitzats en fusells, només se'n proporcionen dos: disparador i calibrador; muntatge de projectil.
Els passos del procés de recàrrega manual són els següents:
- Neteja dels estoigs: amb els estoigs degudament calibrats i retirat el fusible, s'utilitza un got amb procés de neteja líquida o en sec.
- Fuzzing: per assentar el cebador, es pot utilitzar l'eina de fuzing que ve amb la premsa.
- Obertura de la boca: la matriu específica serveix per obrir la boca de la caixa, permetent la posterior inserció del projectil.
- Inserció de pólvora: amb l'ajuda d'un embut; el tipus de pólvora i la seva quantitat han de seguir les recomanacions del fabricant.
- Inserció de projectils: amb la matriu i el suport específics, es fixa la caixa amb la pólvora i s'insereix el projectil. Un cop activada la premsa, el projectil ha d'estar a l'alçada correcta i la caixa està tancada (taper clip).